# Медаль

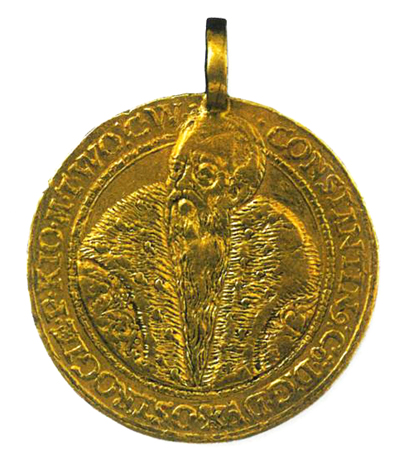
Медаль Василя Костянтина Острозького — зразок світської медалі XVI століття

Меда́ль (фр. medaille, лат. metallum) — невеликий, зазвичай круглий або овальний, плоский металевий виріб з рельєфним написом і зображенням. Його випускають на згадку про якусь подію, з нагоди ювілейних та інших дат. 
Часто використовують як нагородний знак, що встановлений державами або авторитетними організаціями як нагороду за військові заслуги, трудові відзнаки, досягнення в галузі науки, техніки, культури, спорту, успіхи в навчанні, учасникам конкурсів, змагань, оглядів і таке інше. Або учасникам виставки за високу якість експонатів; тваринам (собакам, коровам і таке інше) — за породистість або інші якості. Медалі також випускають на честь визначної особи чи події з написом і зображенням.
Розрізняють лицьову (аверс), зворотну (реверс) і грань (гурт) сторони медалі.
Зазвичай медалі кріпляться на колодці або планці. Колодка може бути покрита емаллю або обтягнута муаровою стрічкою певного забарвлення.

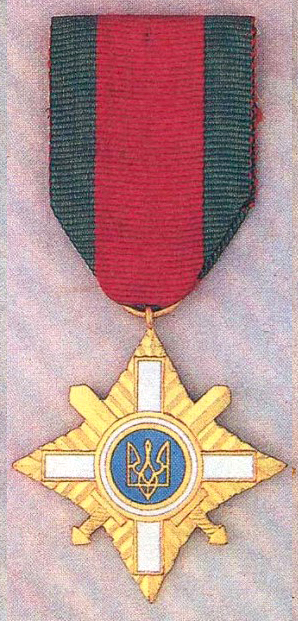
Воєнний хрест Української Народної Республіки, 1953 рік

Існують:
- Світські медалі
  - Нагороди УНР
  - Державні нагороди України
    - Медаль шкільна
      - Золота, срібна

    - Медаль спортивна
      - Золота, срібна та бронзова

    - Медаль конкурсу
- Церковні медалі